# Paweł Grodzicki
Paweł z Grodziska Grodzicki herbu Łada (ur. ?, zm. 14 grudnia 1645) – polski inżynier wojskowy, teoretyk artylerii, generał artylerii koronnej.
Brat Krzysztofa Grodzickiego. Po studiach w Belgii, Holandii i Francji, gdzie zajmował się głównie ulubioną artylerią, wrócił do Polski. Walczył z Turkami, Tatarami i Szwedami. W 1637 król Władysław IV Waza powołał go na stanowisko generała artylerii koronnej.
W latach 1638−1643 wybudował, a nawet sam zaprojektował, słynne arsenały w Warszawie (Arsenał Królewski w Warszawie) i Lwowie (Arsenał Królewski we Lwowie). Wzorując się na Holendrach dążył do ujednolicenia wagomiarów artylerii Rzeczypospolitej.
Obok wejścia do kaplicy Zamoyskich istniał dawniej przy ścianie katedry we Lwowie monument Pawła Grodzickiego.

## Literatura
- Mała Encyklopedia Wojskowa, 1967, Wydanie I
- Adam Przyboś: Grodzicki z Grodziska Paweł h. Łada (zm. 1645). W: Polski Słownik Biograficzny. T. VIIІ/4. Wrocław — Kraków — Warszawa : Zakład Narodowy im. Ossolińskich, Wydawnictwo Polskiej Akademii Nauk, 1960, zeszyt 39, s. 617—618.